# Felsőszentbenedek
Felsőszentbenedek (korábban Kancsócz, szlovénül: Kančevci, vendül Kančovci) falu Szlovéniában, Muravidéken, Pomurska régióban.  Közigazgatásilag Alsómaráchoz tartozik.

## Fekvése
Muraszombattól 15 km-re északkeletre a Vendvidéki-dombság (Goričko)  tájegységben a Rátka-patak partján fekszik.

## Története
Területe már az ókorban lakott volt, ezt bizonyítja  a határában található hat római kori halomsír.
A település 1455-ben "Poss. Kansolcz" alakban szerepel először írott forrásban, de Szent Benedek tiszteletére szentelt apátsági templomát és plébániáját már 1208-ban említik "prope ad acclesiam sancti Benedicti" formában. A 16. század elejére már a település teljes lakossága Luther Márton hitét vette fel. 1579-ben alakult meg evangélikus gyűlekezet az evangélikus vallású Nádasdy Kristóf felsőszentbenedeki birtokán. Nádasdy Kristóf, báró Nádasdy Tamás nádor öccse és Egervár ura, az akkori szentbenedeki lelkész halála után átvette a gyülekezetnek egy szőlőjét, melyet Martalócz Gáspár borbély és akkori céhmester Bokrácson ajánlott fel neki. Ezt a szőlőt aztán per successionem az egervári urodalommal együtt Nádasdy Pál, a nádor unokája örökölte. Nádasdy Kristóf és devecseri Choron Margit lánya, Farkas Boldizsárné Nádasdy Zsófia volt, akinek 1586-ban Alsópatyon is volt földbirtoka.
1626-tól 1651-ig evangélikus lelkésze volt Szentbenedeknek, Rakicsány Mihály személyében, akit Kis Bertalan püspök 1626-ben Ujkéren avatott fel és az1646. évi  büki zsinatokon is mint szentbenedeki lelkész volt jelen. Ez a Rakicsány volt már itt az 1627. évi egyházlátogatáskor is. Három darab földje volt a gyülekezetnek közel a templomhoz, melyet összesen 14 köböl gabonával lehetett bevetni. Volt egy szőlő is a lelkész használatában, mely azonban „az Nádasdyakhoz elidegenedett". A 17. században az egyik kisbirtokos család a helyi Farkas család volt, amely az alsóőri Farkas család leszármazottja. Farkas János kancsóci földbirtokosnak volt két fia, alsóeőri Farkas Lukács és alsóeőri Farkas Péter; a másodiknak az egyik fiától, alsóeúri Farkas Mihálytól, az eőri és boldogfai Farkas család származott, amely Zalaboldogfán, Zala vármegyében virágzott.
Katolikus plébániáját 1732-ben alapították újra. Filiái Alsószentbenedek, Andorhegy, Berkeháza, Bokrács, Csekefa, Gesztenyés, Kisfalu, Kosárháza, Lendvakislak, Nagytótlak, Pártosfalva, Rátkalak, Újkökényes, Úrdomb, Úriszék és Zsidahegy voltak.
Fényes Elek szerint "Kancsós, vindus falu, Vas vmegyében: 218 evang. lak., híres bortermesztéssel. Többen birják. Ut. p. Radkesburg."
Vas vármegye monográfiája szerint "Szent-Benedek, 65 házzal és 359 r. kath. és ág. ev. vallású, vend lakossal. Postája Mártonhely, távírója Muraszombat. Itt volt hajdan a szent-benedek-rendi apátság."
1910-ben 258, túlnyomórészt szlovén lakosa volt. A trianoni békeszerződésig Vas vármegye Muraszombati járásához tartozott, 1919-ben átmenetileg a de facto Mura Köztársaság része lett. Még ebben az évben a Szerb–Horvát–Szlovén Királysághoz csatolták, ami 1929-től Jugoszlávia nevet vette fel. 1941-ben átmeneti időre ismét Magyarországhoz tartozott, 1945 után visszakerült jugoszláv fennhatóság alá. 1991 óta a független Szlovénia része. Lakosságának száma egyre fogy. 2002-ben 55 lakosa volt.

## Nevezetességei
- Szent Benedek tiszteletére szentelt plébániatemplomát már 1208-ban említik. Az egyhajós, sokszög záródású szentéllyel épített templomot 1898-ban neoromán stílusban építették át. 1996 és 2001 között megújították.
- Római kori halomsírok. Magasságuk 2-4 méter, átmérőjük 10,5-től 17 méter.
- Kulturális emlék az 1868-ban készített kőkereszt és a régi iskola 1910-ben emelt épülete.

## Híres emberek
- Itt hunyt el 1804. április 11-én Küzmics Miklós magyarországi szlovén (vend) római katolikus plébános, imakönyvszerkesztő, bibliafordító, vallási író, a tótsági kerület esperese, a vend nyelv irodalmának egyik atyja.
- Itt temették el Szelmár István írót és katolikus plébánost, aki szintén hagyott az utókorra egy vend nyelvű részletekből álló Biblia-fordítást.